# NGC 3557
NGC 3557 (другие обозначения — ESO 377-16, MCG -6-25-5, AM 1107-371, PGC 33871) — эллиптическая галактика (E3) в созвездии Центавр.
Этот объект входит в число перечисленных в оригинальной редакции «Нового общего каталога».
Галактика NGC 3557 входит в состав группы галактик NGC 3557. Помимо NGC 3557 в группу также входят ещё 11 галактик.
Молекулярный газ в галактике сконцентрирован в пределах 250 парсек от её центра и показывает признаки вращения вокруг той же оси, что и её звёздная составляющая.